# Rainer Haungs

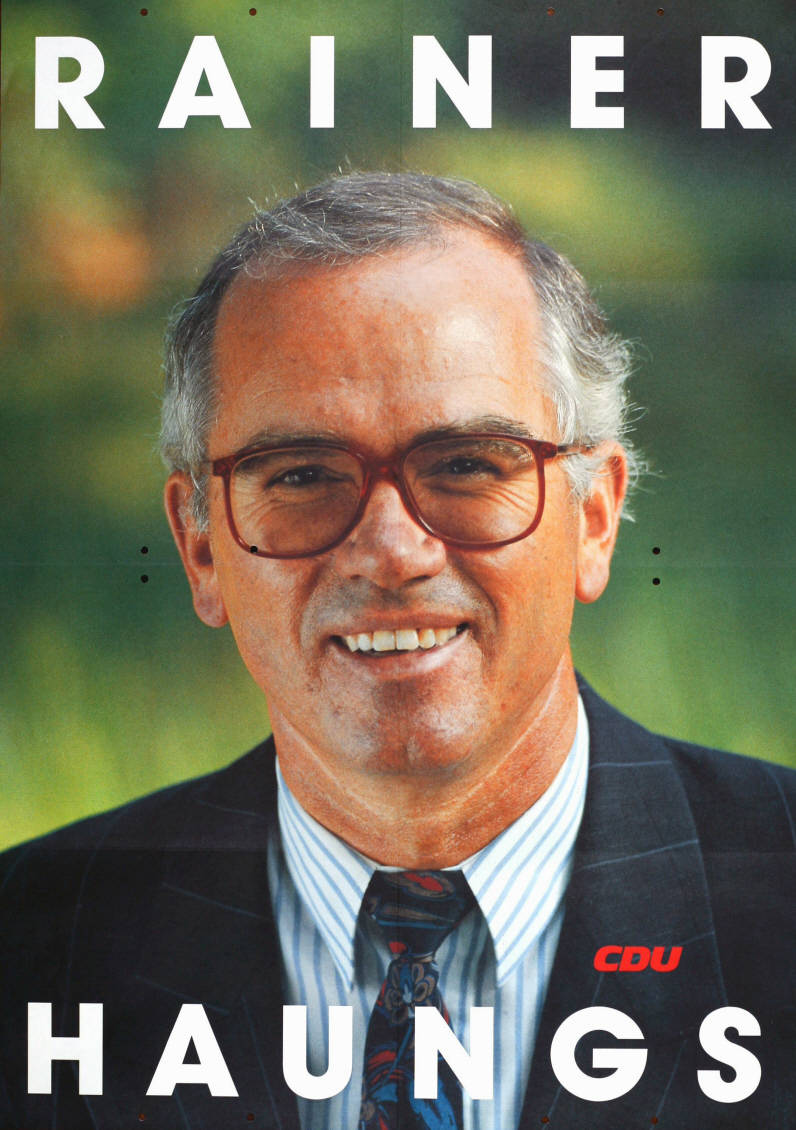
Kandidatenplakat zur Bundestagswahl 1990

Rainer Haungs (* 7. September 1942 in Lahr/Schwarzwald; † 18. Januar 1996 in Bonn) war ein deutscher Volkswirt, Unternehmer und Politiker (CDU).

## Leben
Nach dem Abitur in Lahr absolvierte Haungs zunächst eine Ausbildung als Maler, danach studierte er Wirtschaftswissenschaften in Freiburg im Breisgau und schloss mit dem Diplom ab. Haungs leitete Unternehmen des Malergewerbes und engagierte sich politisch und verbandspolitisch.
Als CDU-Mitglied gehört er von 1975 bis 1990 dem Rat der Stadt Lahr und von 1983 bis zu seinem Tode dem Deutschen Bundestag an. Er wurde stets für den Bundestagswahlkreis Emmendingen – Lahr direkt gewählt.
Als wirtschaftspolitischer Sprecher seiner Fraktion setzte er sich beispielsweise für die Liberalisierung des Ladenschlusses ein.

## Ehrungen
Eine Straße in Lahr trägt seinen Namen.